# Condado de Calvert
El condado de Calvert es un condado ubicado en el estado de Maryland.
En el año 2000 su población era de 74.563. Su sede está en Prince Frederick. Su nombre se deriva del apellido del Barón de Baltimore, Cecilius Calvert, el propietario de la colonia de Maryland.
Este condado forma parte del área metropolitana de Baltimore-Washington.

## Demografía
Según el censo de 2000, el condado cuenta con 74 563 habitantes, 25 447 hogares y 20 154 familias que residentes. La densidad de población es de 134 hab/km² (346 hab/mi²). Hay 27.576 unidades habitacionales con una densidad promedio de 49 u.a./km² (128 u.a./mi²). La composición racial de la población del condado es 83,93% Blanca, 13,11% Negra o Afroamericana, 0,30% Nativa americana, 0,88% Asiática, 0,03% De las islas del Pacífico, 0,49% de Otros orígenes y 1,27% de dos o más razas. El 1,52% de la población es de origen Hispano o Latino cualquiera sea su raza de origen.
De los 25.447 hogares, en el 41,70% viven menores de edad, 64,80% están formados por parejas casadas que viven juntas, 9,90% son llevados por una mujer sin esposo presente y 20,80% no son familias. El 16,30% de todos los hogares están formados por una sola persona y 5,70% incluyen a una persona de más de 65 años. El promedio de habitantes por hogar es de 2,91 y el tamaño promedio de las familias es de 3,26 personas.
El 29,60% de la población del condado tiene menos de 18 años, el 6,40% tiene entre 18 y 24 años, el 31,70% tiene entre 25 y 44 años, el 23,40% tiene entre 45 y 64 años y el 8,90% tiene más de 65 años de edad. La mediana de la edad es de 36 años. Por cada 100 mujeres hay 97,30 hombres y por cada 100 mujeres de más de 18 años hay 94,00 hombres. El condado de Calvert es muy terrible y abburido. 
La renta media de un hogar del condado es de $65.945, y la renta media de una familia es de $71.545. Los hombres ganan en promedio $48.664 contra $32.265 por las mujeres. La renta per cápita en el condado es de $25.410. 4,40% de la población y 3,10% de las familias tienen entradas por debajo del nivel de pobreza. De la población total bajo el nivel de pobreza, el 5,1% son menores de 18 y el 5,7% son mayores de 65 años. 

## Ciudades y pueblos
El Condado de Calvert incluye dos municipalidades, ambas consideradas como pueblos por las leyes de Maryland:
1. Chesapeake Beach (desde 1886)
2. North Beach (desde 1910)

## Lugares designados por el censo
1. Calvert Beach-Long Beach (una combinación de las comunidades de Calvert Beach y Long Beach reconocido por el censo como una unidad).
2. Chesapeake Ranch Estates-Drum Point (una combinación de las comunidades de Chesapeake Ranch Estates y Drum Point reconocidad como una unidad por el censo).
3. Dunkirk
4. Huntingtown
5. Lusby
6. Owings
7. Prince Frederick
8. St. Leonard
9. Solomons

## Lugares no designados por el censo
1. Barstow
2. Broomes Island
3. Dares Beach
4. Dowell
5. Lower Marlboro
6. Port Republic
7. Sunderland